# Francis Archer
Francis Archer (1803 – 1875) è stato un naturalista e psichiatra irlandese.

## Biografia
Archer era uno dei membri fondatori della Società di Storia Naturale di Belfast e successivamente Presidente della Società di Storia Naturale di Liverpool. Ebe due figli, Francis Archer (1839-92), un collezionista di conchiglie e Samuel Archer, (1836-1902), che raccolsero conchiglie a Singapore.